# ماریا کلارا ایمارت
ماریا کلارا ایمارت (به آلمانی: Maria Clara Eimmart؛ ۲۷ مه ۱۶۷۶ – ۲۹ اکتبر ۱۷۰۷) اخترشناس، حکاک و نقاش آلمانی بود که به دلیل ترسیمات دقیق و علمی‌اش از پدیده‌های نجومی شهرت یافت. او دختر و دستیار گئورگ کریستوف ایمارت جوان‌تر بود که از اخترشناسان برجستهٔ آلمانی در سده هفدهم میلادی به شمار می‌رفت.

## اوایل زندگی
ماریا کلارا ایمارت در نورنبرگ متولد شد. خانواده او سابقهٔ هنری درخشانی داشتند. پدربزرگش، گئورگ کریستوف ایمارت (بزرگ‌تر)، هنرمندی نامدار بود و پدرش نیز افزون بر فعالیت‌های هنری، از اخترشناسان برجسته زمان خود بود و از سال ۱۶۹۹ تا ۱۷۰۴ مدیریت آکادمی هنر نورنبرگ را بر عهده داشت.
پدر ماریا درآمد زیادی را صرف ساخت رصدخانه‌ای مجهز در نورنبرگ کرد که در سال ۱۶۷۸ افتتاح شد. ماریا از کودکی تحت آموزش پدرش بود و در علوم مختلفی از جمله نجوم، ریاضیات، زبان‌های لاتین و فرانسوی، طراحی و حکاکی مهارت یافت.

## فعالیت‌های علمی و هنری
مهارت ماریا در طراحی و حکاکی باعث شد به دستیار اصلی پدرش در ثبت دقیق مشاهدات نجومی تبدیل شود. معروف‌ترین آثار او بیش از ۳۵۰ ترسیم از مراحل ماه است که بین سال‌های ۱۶۹۳ تا ۱۶۹۸ به ثبت رساند. این تصاویر آن‌قدر دقیق بودند که پایه و اساس نقشه‌های جدید ماه شدند.
در کنار نقاشی ماه، ماریا تصاویری از سیارات، دنباله‌دارها و دیگر پدیده‌های نجومی نیز ترسیم کرد. در سال ۱۷۰۶، او دو تصویر دقیق از خورشیدگرفتگی کامل در نورنبرگ رسم کرد که در سال ۲۰۱۲ توسط مارکوس هاینز در کتابخانه ایالتی برلین شناسایی شدند. این نقاشی‌ها اهمیت علمی ویژه‌ای دارند، زیرا از معدود مدارک تصویری معتبر دربارهٔ تاج خورشیدی در دوران کمینه ماندر محسوب می‌شوند.

## ازدواج و سال‌های پایانی
ماریا کلارا ایمارت در سال ۱۷۰۶ با یوهان هاینریش مولر ازدواج کرد. مولر از شاگردان پدرش و مدیر رصدخانهٔ ایمارت بود و بعدها استاد دانشگاه آلتورف شد. مولر تحت تأثیر همسرش به نجوم علاقه‌مند شد و ماریا او را در تهیه تصاویر نجومی یاری می‌داد.
ماریا فقط یک سال پس از ازدواج و در ۲۹ اکتبر ۱۷۰۷ به هنگام زایمان درگذشت.

## میراث علمی
آثار ماریا کلارا ایمارت، به ویژه نقاشی‌های ماه، نقطه عطفی در ثبت علمی پدیده‌های نجومی بودند و مبنای تحقیقات بعدی قرار گرفتند. دقت علمی او در ثبت جزئیات سبب شد تا نام او به عنوان یکی از زنان برجسته تاریخ علم ثبت شود. با اینکه بسیاری از آثار هنری غیر نجومی او از بین رفته‌اند، نقاشی‌های نجومی باقی‌مانده از او در موزه‌ها و مجموعه‌های علمی و هنری نگهداری می‌شوند.

## نگارخانه

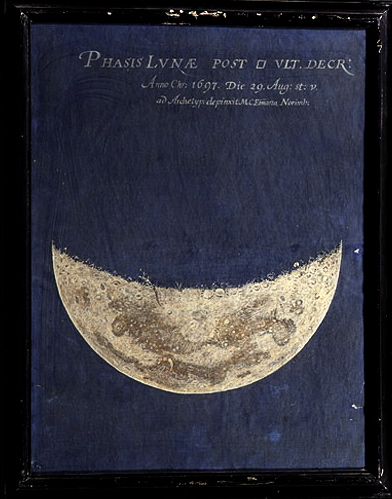
یکی از مراحل ماه
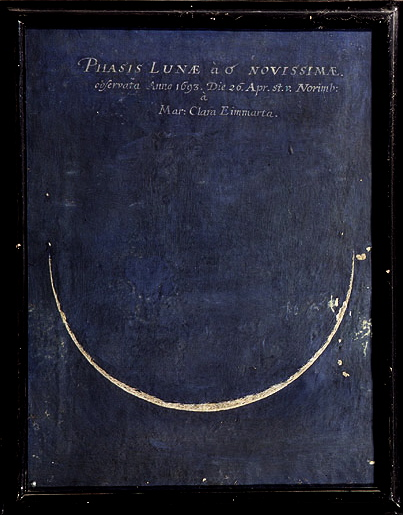
مراحل ماه
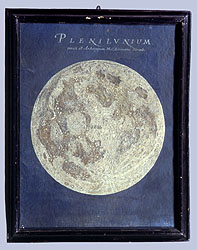
ماه کامل
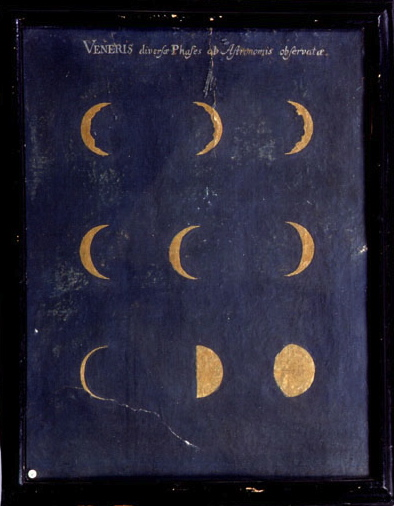
مراحل زهره
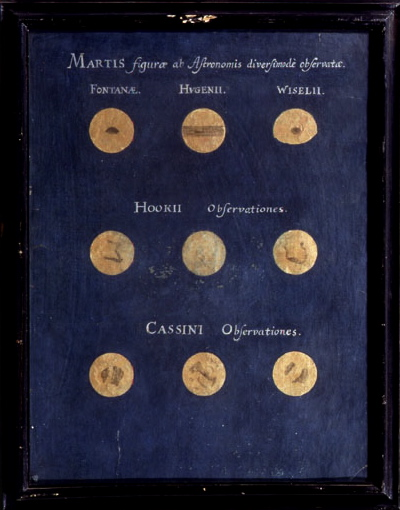
مریخ
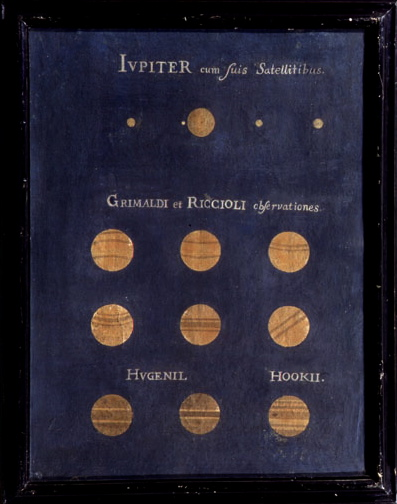
مشتری
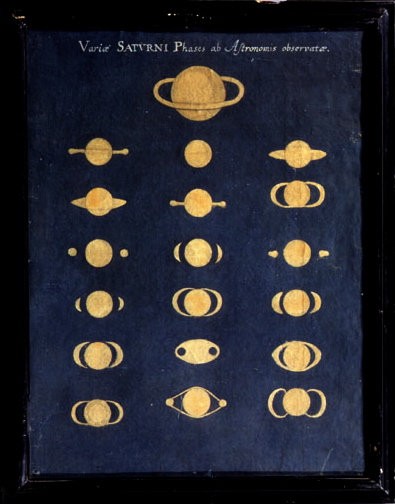
زحل
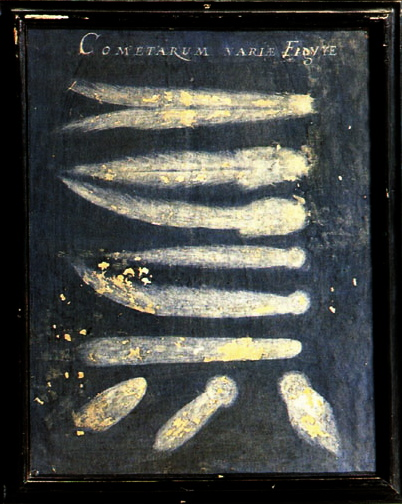
دنباله‌دارها

## برای مطالعهٔ بیشتر
- Hans Gaab, Zum 300. Todestag von Maria Clara Eimmart, 2007
- Ronald Stoyan, Die Nürnberger Mondkarten, 2001
- Adolf Wißner, Georg Christoph Eimmart, Neue Deutsche Biographie, 1959